# Flandern-Rundfahrt 2016
Die 100. Flandern-Rundfahrt 2016 war die 100. Austragung dieses Radsportklassikers und fand am 3. April 2016 statt. Das Rennen wurde an einem Sonntag, eine Woche vor dem Klassiker Paris–Roubaix, ausgetragen. Das Eintagesrennen ist Teil der UCI WorldTour 2016.
Nach 255 km gewann der amtierende Straßen-Weltmeister Peter Sagan (Slowakei) in Oudenarde nach einer 13 km langen Alleinfahrt vor dem dreimaligen Sieger Fabian Cancellara (Schweiz) und dem Belgier Sep Vanmarcke.

## Strecke
Wie bereits in den Vorjahren wurde das Rennen nach dem vor fünf Jahren neu entwickelten Konzept mit einem verkürzten Streckenverlauf zu Beginn und einem dreimal zu durchfahrenden Rundkurs zum Schluss ausgetragen. Hier warteten jeweils zwei der schwierigsten Steigungen, der Oude Kwaremont und der Paterberg auf die Fahrer. Nach 255 km endete das Rennen in Oudenarde in der Minderbroederstraat.

## Teilnehmer

### Favoriten
Zu den aussichtsreichsten Favoriten gehörten – insbesondere nach seinem zweiten Platz beim E3-Preis Harelbeke und seinem Sieg bei Gent–Wevelgem – der amtierende Weltmeister Peter Sagan, der Schweizer Fabian Cancellara sowie der Vorjahressieger Alexander Kristoff (Norwegen).
Im Vorfeld wurde in den Medien vor allem das Duell zwischen Sagan und Cancellara sowie unter dem Gesichtspunkt eines eventuellen vierten Sieges dasjenige zwischen Cancellara und dem Belgier Tom Boonen hochstilisiert. Boonens Etixx-Quick Step-Team stand hierbei unter erheblichem Erfolgsdruck, nachdem die Mannschaft zuletzt keine Podiumsplätze bei den vorangegangenen Rennen in Flandern erzielen konnte. Allerdings stellte man sich die Frage, ob Boonen in der Lage sei, an seine früheren Erfolge anzuknüpfen, oder ob es nicht besser sei, dem Tschechen Štybar oder dem Niederländer Niki Terpstra den Vorrang zu geben.
Weitere ernstzunehmende Konkurrenten waren nach ihrem Auftreten in der bisherigen Klassikersaison die Belgier Sep Vanmarcke und der Vorjahres-Dritte und diesjährige Omloop-Het-Nieuwsblad-Sieger Greg Van Avermaet. Nach seinem Sieg beim E3 Harelbeke gehörte schließlich der Weltmeister von 2014, der Pole Michał Kwiatkowski auf jeden Fall zum Kreis der Favoriten.

### Mannschaften
Automatisch startberechtigt sind die 18 UCI WorldTeams. Zusätzlich wurden sieben UCI Professional Continental Teams eingeladen.
| WorldTeams (18)- AG2R La Mondiale - Astana - BMC Racing Team - Cannondale - Dimension Data - Etixx-Quick Step - FDJ - Giant-Alpecin - IAM Cycling - Katusha - Lampre-Merida - Lotto NL-Jumbo - Lotto-Soudal - Movistar Team - Orica-GreenEDGE - Sky - Tinkoff - Trek-Segafredo Professional Continental Teams (7)- Bora-Argon 18 - CCC Sprandi Polkowice - Direct Énergie - Roompot-Oranje Peloton - Southeast-Venezuela - Topsport Vlaanderen-Baloise - Wanty-Groupe Gobert |
| |

## Rennverlauf
Das Rennen begann schnell mit zahlreichen Attacken bereits nach dem Ende der Neutralisation. Gegen Mitte des Rennens bildete sich zunächst eine 7-köpfige Spitzengruppe, die einen Vorsprung von zwei bis drei Minuten längere Zeit relativ konstant halten konnte. Nachdem diese Gruppe immer mehr zusammenschrumpfte und der Abstand zum Peloton sich auf deutlich unter eine Minute verringerte, begannen die ersten Attacken aus dem Feld, an denen sich auch Fahrer beteiligten, die Aussicht auf vordere Platzierungen hatten.
Die rennentscheidende Attacke initiierten schließlich Kwiatkowsky, Sagan und Vanmarcke ca. 33 km vor dem Ziel. Nachdem sie auf die übriggebliebenen Fahrer aus der ursprünglichen Spitzengruppe aufgefahren waren, lösten sich schließlich Sagan und Vanmarcke in der letzten Auffahrt zum Oude Kwaremont von ihren Konkurrenten. Auch Kwiatkowski konnte ihnen nicht mehr folgen.
Zeitgleich löste sich mit einer vehementen Tempoverschärfung Fabian Cancellara aus der verbliebenen Hauptgruppe mit allen weiteren ernsten Widersachern. Er konnte aber am Kwaremont die Lücke zu den beiden Spitzenreitern nicht schließen. Als am Paterberg dann Sagan seinen Weggefährten Vanmarcke abschüttelte, kam es zum Zusammenschluss zwischen diesem und dem von hinten aufrückenden Cancellara, die gemeinsam die Verfolgung von Sagan aufnahmen.
Nachdem der Abstand zwischen Sagan und seinen beiden Verfolgern zwischen 15 und 20 Sekunden schwankte, konnte dieser auf den letzten sechs Kilometern seinen Vorsprung bei ca. 25 Sekunden stabilisieren und das Rennen in einer souveränen Alleinfahrt gewinnen. Cancellara erzielte vor dem entkräfteten Vanmarcke den zweiten Platz, über den er sich zunächst nicht freuen konnte.

## Ergebnis
| \| Gesamtwertung \| Gesamtwertung \| Gesamtwertung \| Gesamtwertung \| Gesamtwertung \| \| Fahrer \| Fahrer \| Land \| Team \| Zeit \| \| ------------- \| ------------------ \| ---------------------- \| ------------------- \| --------------- \| \| 1. \| Peter Sagan \| Slowakei \| Tinkoff \| 6 h 10 min 37 s \| \| 2. \| Fabian Cancellara \| Schweiz \| Trek-Segafredo \| + 25 s \| \| 3. \| Sep Vanmarcke \| Belgien \| LottoNL-Jumbo \| + 28 s \| \| 4. \| Alexander Kristoff \| Norwegen \| Katusha \| + 49 s \| \| 5. \| Luke Rowe \| Vereinigtes Königreich \| Team Sky \| + 49 s \| \| 6. \| Dylan van Baarle \| Niederlande \| Cannondale \| + 49 s \| \| 7. \| Imanol Erviti \| Spanien \| Movistar Team \| + 49 s \| \| 8. \| Zdeněk Štybar \| Tschechien \| Etixx-Quick Step \| + 49 s \| \| 9. \| Dimitri Claeys \| Belgien \| Wanty-Groupe Gobert \| + 49 s \| \| 10. \| Niki Terpstra \| Niederlande \| Etixx-Quick Step \| + 49 s \| \| 11. \| Lars Boom \| Niederlande \| Astana \| + 49 s \| \| 12. \| Geraint Thomas \| Vereinigtes Königreich \| Team Sky \| + 49 s \| \| 13. \| Stijn Vandenbergh \| Belgien \| Etixx-Quick Step \| + 56 s \| \| 14. \| Alexei Luzenko \| Kasachstan \| Astana \| + 1 min 00 s \| \| 15. \| Tom Boonen \| Belgien \| Etixx-Quick Step \| + 1 min 00 s \| \| 16. \| Daniel Oss \| Italien \| BMC Racing Team \| + 1 min 02 s \| \| 17. \| Jürgen Roelandts \| Belgien \| Lotto-Soudal \| + 1 min 16 s \| \| 18. \| Laurens De Vreese \| Belgien \| Astana \| + 1 min 16 s \| \| 19. \| Jempy Drucker \| Luxemburg \| BMC Racing Team \| + 1 min 16 s \| \| 20. \| Scott Thwaites \| Vereinigtes Königreich \| Bora-Argon 18 \| + 1 min 16 s \| |                    |                        |                     |                 |
| |                    |                        |                     |                 |
| Quellen: ProCyclingStats Cycling Quotient Cycling Archives |                    |                        |                     |                 |
| Gesamtwertung |                    |                        |                     |                 |
| Fahrer | Fahrer             | Land                   | Team                | Zeit            |
| 1. | Peter Sagan        | Slowakei               | Tinkoff             | 6 h 10 min 37 s |
| 2. | Fabian Cancellara  | Schweiz                | Trek-Segafredo      | + 25 s          |
| 3. | Sep Vanmarcke      | Belgien                | LottoNL-Jumbo       | + 28 s          |
| 4. | Alexander Kristoff | Norwegen               | Katusha             | + 49 s          |
| 5. | Luke Rowe          | Vereinigtes Königreich | Team Sky            | + 49 s          |
| 6. | Dylan van Baarle   | Niederlande            | Cannondale          | + 49 s          |
| 7. | Imanol Erviti      | Spanien                | Movistar Team       | + 49 s          |
| 8. | Zdeněk Štybar      | Tschechien             | Etixx-Quick Step    | + 49 s          |
| 9. | Dimitri Claeys     | Belgien                | Wanty-Groupe Gobert | + 49 s          |
| 10. | Niki Terpstra      | Niederlande            | Etixx-Quick Step    | + 49 s          |
| 11. | Lars Boom          | Niederlande            | Astana              | + 49 s          |
| 12. | Geraint Thomas     | Vereinigtes Königreich | Team Sky            | + 49 s          |
| 13. | Stijn Vandenbergh  | Belgien                | Etixx-Quick Step    | + 56 s          |
| 14. | Alexei Luzenko     | Kasachstan             | Astana              | + 1 min 00 s    |
| 15. | Tom Boonen         | Belgien                | Etixx-Quick Step    | + 1 min 00 s    |
| 16. | Daniel Oss         | Italien                | BMC Racing Team     | + 1 min 02 s    |
| 17. | Jürgen Roelandts   | Belgien                | Lotto-Soudal        | + 1 min 16 s    |
| 18. | Laurens De Vreese  | Belgien                | Astana              | + 1 min 16 s    |
| 19. | Jempy Drucker      | Luxemburg              | BMC Racing Team     | + 1 min 16 s    |
| 20. | Scott Thwaites     | Vereinigtes Königreich | Bora-Argon 18       | + 1 min 16 s    |